# Mycetophila aracanensis
Mycetophila aracanensis är en tvåvingeart som beskrevs av Duret 1985. Mycetophila aracanensis ingår i släktet Mycetophila och familjen svampmyggor. Inga underarter finns listade i Catalogue of Life.